# Smrkovecit
Smrkovecit ist ein sehr selten vorkommendes Mineral aus der Mineralklasse der „Phosphate, Arsenate und Vanadate“ mit der chemischen Zusammensetzung Bi2[O|OH|PO4] und ist damit chemisch gesehen ein Bismut-Phosphat mit zusätzlichen Sauerstoff- und Hydroxidionen.
Smrkovecit kristallisiert im monoklinen Kristallsystem, entwickelt aber nur winzige Kristalle bis 0,1 mm Größe mit einem glas- bis diamantähnlichem Glanz auf den Oberflächen. Smrkovecit findet sich, ähnlich wie Atelestit, auch in warzenförmigen bis kugeligen Aggregatformen.
Die durchsichtigen bis durchscheinenden Kristalle sind von weißer bis hellgelber Farbe, die auch zoniert sein kann. Seine Strichfarbe ist weiß.

## Etymologie und Geschichte
Erstmals entdeckt wurde Smrkovecit in einem Uran-Bismut-Silber-Bergwerk nahe der ehemaligen Siedlung Smrkovec (deutsch: Schönficht) im Slavkovský les (Kaiserwald) in der tschechischen Region Karlovarský kraj (Karlsbad). Die Erstbeschreibung erfolgte durch Tomáš Řídkošil, Jiří Sejkora und Vladimír Šrein, die das Mineral nach dessen Typlokalität benannten und es 1993 zur Prüfung bei der International Mineralogical Association (IMA) einreichten (Interne Eingangs-Nr. der IMA: 1993-040). Nach Anerkennung durch die IMA als eigenständige Mineralart erfolgte die Publikation der Erstbeschreibung 1996 in der Fachzeitschrift Neues Jahrbuch für Mineralogie, Monatshefte.
Das Typmaterial des Minerals wird im Nationalmuseum in Prag unter der Katalog-Nr. P1N84596 aufbewahrt.

## Klassifikation
Da der Smrkovecit erst 1993 als eigenständiges Mineral anerkannt wurde, ist er in der seit 1977 veralteten 8. Auflage der Mineralsystematik nach Strunz noch nicht verzeichnet. Einzig im Lapis-Mineralienverzeichnis nach Stefan Weiß, das sich aus Rücksicht auf private Sammler und institutionelle Sammlungen noch nach dieser alten Form der Systematik von Karl Hugo Strunz richtet, erhielt das Mineral die System- und Mineral-Nr. VII/B.30-01. In der „Lapis-Systematik“ entspricht dies der Klasse der „Phosphate, Arsenate und Vanadate“ und dort der Abteilung „Wasserfreie Phosphate, mit fremden Anionen F,Cl,O,OH“, wo Smrkovecit zusammen mit Atelestit, Hechtsbergit, Petitjeanit, Preisingerit, Schlegelit und Schumacherit eine eigenständige, aber unbenannte Gruppe bildet (Stand 2018).
Die seit 2001 gültige und von der IMA bis 2009 aktualisierte 9. Auflage der Strunz’schen Mineralsystematik ordnet den Smrkovecit ebenfalls in die Abteilung der „Phosphate usw. mit zusätzlichen Anionen; ohne H2O“ ein. Diese ist allerdings weiter unterteilt nach der relativen Größe der beteiligten Kationen und dem Stoffmengenverhältnis der zusätzlichen Anionen (OH etc.) zum Phosphat-, Arsenat- beziehungsweise Vanadatkomplex (RO4), so dass das Mineral entsprechend seiner Zusammensetzung in der Unterabteilung „Mit ausschließlich großen Kationen; (OH etc.) : RO4 ≥ 1 : 1“ zu finden ist, wo es zusammen mit Atelestit und Hechtsbergit die „Atelestitgruppe“ mit der System-Nr. 8.BO.15 bildet.
Auch die vorwiegend im englischen Sprachraum gebräuchliche Systematik der Minerale nach Dana ordnet den Smrkovecit in die Klasse der „Phosphate, Arsenate und Vanadate“ und dort in die Abteilung der „Wasserfreie Phosphate etc., mit Hydroxyl oder Halogen“ ein. Hier ist er zusammen mit Hechtsbergit in der „Smrkovecitgruppe“ mit der System-Nr. 41.11.06 innerhalb der Unterabteilung „Wasserfreie Phosphate etc., mit Hydroxyl oder Halogen mit verschiedenen Formeln“ zu finden.

## Chemismus
Die theoretische Zusammensetzung von Smrkovecit (Bi2[O|OH|PO4]) enthält 76,56 % Bismut (Bi), 5,67 % Phosphor (P), 17,58 % Sauerstoff (O) und 0,18 % Wasserstoff (H).
In den analysierten Mineralproben aus Smrkovec fanden sich zusätzlich geringe Fremdbeimengungen von 0,17 % Arsen in der Form As2O5, 0,03 % Vanadium in der Form V2O5 sowie 0,02 % Siliciumdioxid (SiO2).

## Kristallstruktur
Smrkovecit kristallisiert monoklin in der Raumgruppe P21/c (Raumgruppen-Nr. 14) mit den Gitterparametern a = 6,954(6) Å; b = 7,494(4) Å; c = 10,869(6) Å und β = 107,00° sowie 4 Formeleinheiten pro Elementarzelle.

## Bildung und Fundorte

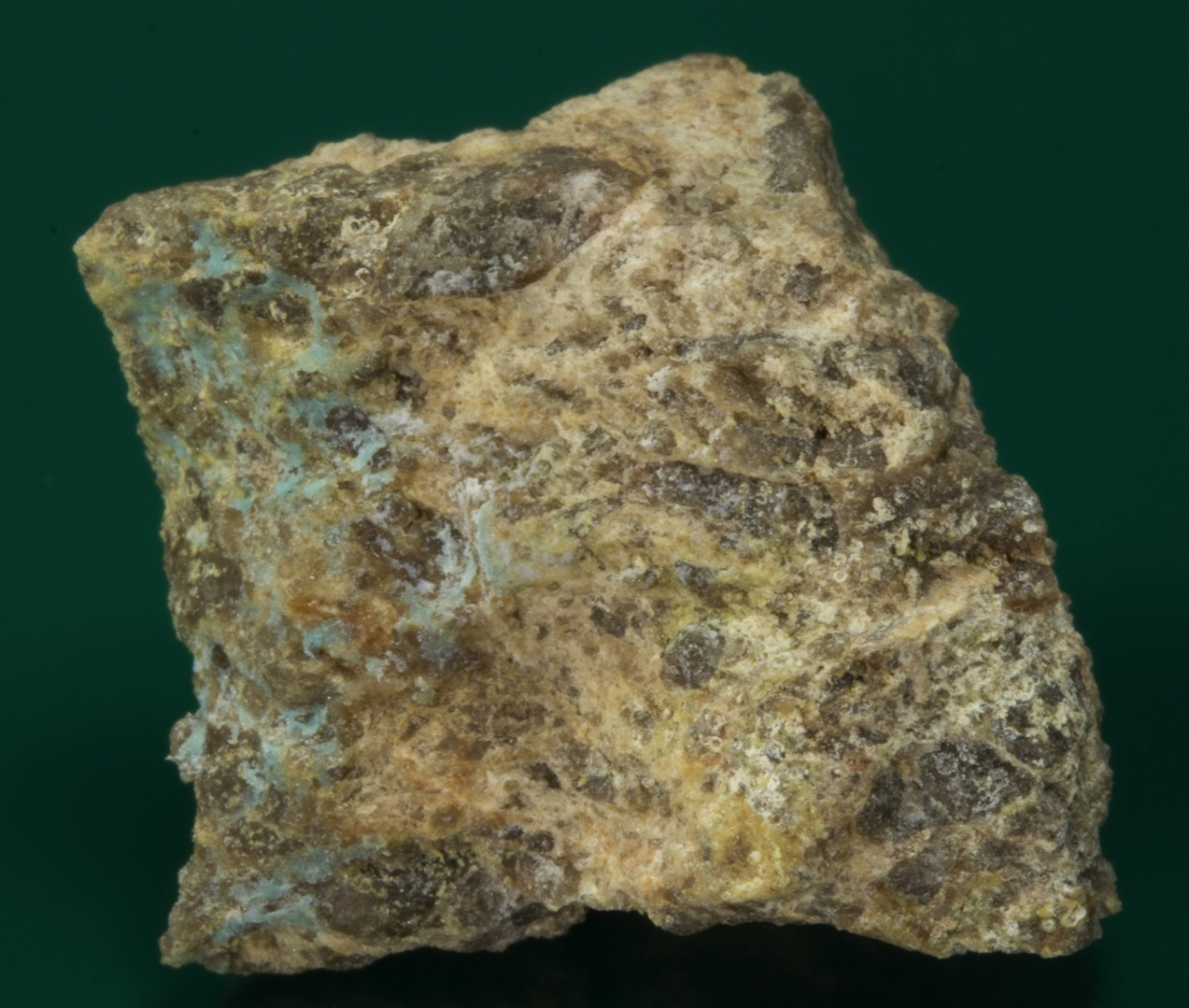
Weißer Smrkovecit auf körnigem, gelblichbraunem Petitjeanit aus der Typlokalität Smrkovec, Tschechien (Größe: 2,5 cm × 1,5 cm × 1,0 cm)

Smrkovecit bildet sich sekundär durch Verwitterung und findet sich unter anderem in alten Berge- beziehungsweise Abraumhalden von Ag-Bi-As-U-Lagerstätten abbauenden Gruben. Als Begleitminerale können Atelestit, Bismutit, Bismutoferrit, Eulytin, Metatorbernit, Petitjeanit, Preisingerit, Pucherit, Quarz, Retgersit und Sillénit auftreten.
Außer an seiner Typlokalität Smrkovec konnte das Mineral bisher (Stand 2019) nur noch im etwa 40 km nordöstlich gelegenen Bergbaubezirk Jáchymov (Sankt Joachimsthal) entdeckt werden.